# Zofia Krzemicka
Zofia Krzemicka z Kolischerów (ur. 31 października 1887 w Igławie na Morawach, zm. w marcu 1943 w Warszawie) – polska historyk dziejów Polski XIX wieku. 
Absolwentka Uniwersytetu Lwowskiego, uczennica Szymona Askenazego. Podczas okupacji niemieckiej aresztowana, popełniła samobójstwo na Pawiaku. 

## Wybrane publikacje
- Powstanie listopadowe 1830-1831, przedm. opatrzył Ludwik Finkel, Lwów: Macierz Polska 1930.
- Zapomniany bojownik powstania listopadowego Julian Hohendorf,  Lwów: Zakł. Narod. im. Ossolińskich 1930.
- Proces polityczny we Lwowie 30 stycznia 1878 r., Lwów: Tow. Miłośników Przeszłości Lwowa 1932.
- Geneza wojny światowej,  Warszawa: Druk. Współczesna 1935.
- Italia,  Warszawa: Wyd. Inst. J. Piłsudskiego Poświęcony Badaniu Historii Polski 1939.